# Enrico Lucci
Enrico Lucci (Velletri, 17 febbraio 1964) è un giornalista e personaggio televisivo italiano, noto per la partecipazione al programma televisivo di Italia 1 Le Iene.
Lucci è noto al pubblico per i suoi servizi televisivi  e i suoi commenti semiseri alle notizie del momento, che riguardano temi vari, tra i quali politica, sport, spettacolo, musica, cinema e televisione.

## Carriera
Cresciuto ad Ariccia, dopo aver conseguito il diploma di ragioneria si laurea in Lettere con indirizzo in Storia Contemporanea all’Università degli Studi di Roma (da studente fu anche uno dei principali esponenti del movimento studentesco della Pantera), lavora per diversi anni al giornalismo televisivo locale. Appare per la prima volta su reti nazionali nel 1993 su Rai 3 e alterna le collaborazioni RAI e Mediaset, lavorando a vari programmi tra cui Scirocco, Il Giro d'Italia, Feste e Vacanze. Nel 1994 collabora al programma di Claudio Ferretti Anni azzurri.
È iscritto dal 12 marzo 1993, tra i professionisti, all'Ordine dei Giornalisti della regione Lazio.
Nel 1996 vince la seconda edizione del premio giornalistico televisivo Ilaria Alpi con la trasmissione Telesogni su Rai 3. Nel 1997 realizza il suo primo servizio per Le Iene nel corso del quale intervista il deputato Teodoro Buontempo.
Su Italia 1 nel 2000 conduce Vacanze, e nel 2002 conduce Lotta di Classe sulla stessa rete, e nel 2003 scrive il romanzo Tutto può ancora accadere (aspettando Tony Randine).
Nel 2006, nel 2008 e nel 2011 si è recato nella Repubblica Dominicana per intervistare Luciano Gaucci in latitanza.
Dopo vent'anni, nel 2016 ha lasciato Le Iene per passare in RAI, dove ha condotto la trasmissione di prima serata di Rai 2 Nemo - Nessuno escluso.
Dal 5 giugno 2019 conduce sempre su Rai 2 Realiti - Siamo tutti protagonisti, trasmissione inizialmente in onda nella prima serata ma spostato dalla seconda puntata in seconda serata. Dal 22 settembre 2019 fa parte del cast di Quelli che il calcio. Dal 2020 è inviato di Cartabianca.
Nel 2022 passa a Striscia la notizia, facendo ritorno a Mediaset dopo sei anni.

## Filmografia

### Attore

#### Cinema
- Vieni via con me, regia di Carlo Ventura (2005)

#### Televisione
- I Cesaroni – serie TV, episodio 4x10 (2010)

## Programmi televisivi
- Telesogni (Rai 3, 1996-1997)
- Le Iene (Italia 1, 1997-2016) – Inviato
- Il processo alla tappa (Rai 3, 1998-1999)
- Scirocco (Rai 2, 1998)
- Vacanze (Italia 1, 2000)
- Lotta di classe (Italia 1, 2002)
- Nemo - Nessuno escluso (Rai 2, 2016-2018)
- Realiti sciò (Rai 2, 2018)
- Realiti - Siamo tutti protagonisti (Rai 2, 2019)
- Quelli che il calcio (Rai 2, 2019-2021) – Inviato
- Cartabianca (Rai 3, 2020-2021) – Inviato
- Quelli che il lunedì (Rai 2, 2021) – Inviato
- Striscia la notizia (Canale 5, dal 2022) – Inviato